# Harjo Mulyo
Harjo Mulyo is een bestuurslaag in het regentschap Ogan Komering Ulu van de provincie Zuid-Sumatra, Indonesië. Harjo Mulyo telt 4243 inwoners (volkstelling 2010).